# سباستین گراکس
سباستین گراکس (انگلیسی: Sébastien Grax؛ زادهٔ ۲۳ ژوئن ۱۹۸۴) بازیکن فوتبال سابق اهل فرانسه است که در پست مهاجم بازی می‌کرد.
از باشگاه‌هایی که در آن بازی کرده‌است می‌توان به باشگاه فوتبال گنگام، آ.اس موناکو، باشگاه فوتبال سوشو، باشگاه فوتبال تروا، و باشگاه فوتبال سن-اتین اشاره کرد.
وی همچنین در تیم ملی فوتبال زیر ۲۱ سال فرانسه بازی کرده‌است.